# Alfredo Campagner
Alfredo Campagner (Schio, 11 ottobre 1920 – Schio, 15 ottobre 2016) è stato un altista italiano.

## Biografia
Nel 1939 stabilì il record italiano di salto in alto superando l'asticella a 1,93 m, misura che migliorò in tre occasioni, arrivando a raggiungere, il 14 giugno 1942 a Parma, il record di 1,98 m, rimasto imbattuto per 14 anni. È stato otto volte campione italiano del salto in alto.

## Record nazionali
- Salto in alto: 1,98 m ( Parma, 14 giugno 1942)

## Palmarès
| Anno | Manifestazione | Sede | Evento        | Risultato | Prestazione | Note |
| ---- | -------------- | ---- | ------------- | --------- | ----------- | ---- |
| 1946 | Europei        | Oslo | Salto in alto | 6º        | 1,90 m      |      |

## Campionati nazionali
8 volte campione italiano nel salto in alto (dal 1940 al 1943, dal 1945 al 1947 e 1951)
1940
- Oro ai campionati italiani assoluti, salto in alto - 1,90 m

1941
- Oro ai campionati italiani assoluti, salto in alto - 1,91 m

1942
- Oro ai campionati italiani assoluti, salto in alto - 1,93 m

1943
- Oro ai campionati italiani assoluti, salto in alto - 1,90 m

1945
- Oro ai campionati italiani assoluti, salto in alto - 1,85 m

1946
- Oro ai campionati italiani assoluti, salto in alto - 1,90 m

1947
- Oro ai campionati italiani assoluti, salto in alto - 1,85 m

1951
- Oro ai campionati italiani assoluti, salto in alto - 1,81 m